# Agent Steel
Agent Steel ist eine US-amerikanische Speed-Metal-Band aus Los Angeles, Kalifornien, die im Jahr 1984 gegründet wurde. Die Band war für den sehr hohen Gesang des Bandgründers John Cyriis bekannt. 1999 vereinigte sie sich wieder, ehe es 2011 zum Zerfall kam. Die Gruppe war kurzzeitig aus Rechtsgründen auch unter den Namen Masters of Metal und Order of Illuminati aktiv.

## Geschichte
Die Band wurde im August 1984 von Sänger John Cyriis zusammen mit Schlagzeuger Chuck Profus († 4. Juni 2025), dem Bassisten George Robb und den Gitarristen Mark Marshall und Bill Simmons gegründet. Nach dem ersten Demo 144,000 Gone, das im Sommer 1984 erschien, verließen beide Gitarristen die Band, wobei Marshall später bei Savage Grace zu hören sein sollte. Als Ersatzgitarristen stießen Kurt „Kilfelt“ Colfelt und Juan Garcia zur Besetzung. Garcia spielte bereits wie Cyriis zuvor bei Abattoir und ersetzte Gitarrist John Gott, der Agent Steel nur kurzzeitig beigetreten war. Es folgten diverse Auftritte, darunter der erste als Vorgruppe für Slayer im September 1984 im Country Club in Los Angeles. Einige Auftritte später spielte sie als Vorgruppe für Raven und hatte diverse weitere Auftritte in den USA, darunter auch ein Konzert, bei dem Blessed Death als Vorgruppe fungierte. Zudem spielte die Gruppe auf einem Festival in Montreal zusammen mit Metal Church, Exodus und Slayer. Im Jahr 1985 folgte das Debütalbum Skeptics Apocalypse, welches im Januar 1985 aufgenommen wurde, das in den USA bei Combat Records und in Europa über Roadrunner Records erschien. Danach verließ Gitarrist Colfelt die Band wieder, um die Band Holy Terror zu gründen. Im Mai 1986 war die Band zusammen mit Overkill und Anthrax auf Deutschlandtournee gegangen, welche durch den Metal Hammer unterstützt wurde. Auf der EP Mad Locust Rising, die im Oktober 1985 aufgenommen wurde, war mit Bernie Versailles (später bei Fates Warning) ein neuer Gitarrist und mit Michael Zaputil ein neuer Bassist zu hören. Zur selben Zeit erregte Cyriis Aufmerksamkeit, indem er behauptete, dass laut des Maya-Kalenders ein Ende der Welt im Jahr 2011 bevorstehe. Im November 1986 wurde bekannt, dass Capitol Records Interesse an der Band hätte, jedoch sollte es nie zu einem Vertrag kommen. Es folgte das zweite Album Unstoppable Force im Jahr 1987, das hauptsächlich in den Morrisound Studios in Tampa aufgenommen wurde. Da Cyriis inzwischen nach Florida gezogen war, um nach seiner Aussage „näher am Bermuda-Dreieck zu sein“, und sich Garcia, Versailles und Zaputil weigerten, ebenfalls dorthin zu ziehen, erneuerte Cyriis die Besetzung. Nachdem die Gitarristen James Murphy und Jay Weslord und Bassist Richard Bateman (ex-Nasty Savage) zur Band gekommen waren, spielte die Band erstmals in dieser neuen Besetzung in Deutschland, trat dabei auch in der Zeche Bochum zusammen mit Nuclear Assault und Atomkraft auf und ging danach auf eine Europatournee zusammen mit Overkill und Anthrax. Die Band spielte dabei auch in London zusammen mit Onslaught und Nuclear Assault. Einige Bandmitglieder wurden im Dezember 1987 in Arizona festgenommen, nachdem sie einen 17-jährigen Roadie misshandelt haben sollten. Die Mitglieder sollten diesen an ein Bett gefesselt und auf ihn uriniert haben, während sie Feuerwerkskörper auf seiner Brust gezündet hätten. Sie kamen jedoch kurze Zeit später wieder frei, da das Opfer von einer Klage absah. Im März 1988 löste sich die Band auf, da Cyriis zusammen mit Schlagzeuger Profus die Band Pontius Prophet gründete. Juan Garcia spielte daraufhin bei EvilDead.
Im Jahr 1999 fand die Band wieder zusammen, um auf dem Wacken Open Air aufzutreten. Zudem wurden von Century Media alle bisher erschienenen Alben wiederveröffentlicht. Die Gruppe bestand neben den Gitarristen Juan Garcia und Bernie Versailles und dem Schlagzeuger Chuck Profus aus dem EvilDead-Bassisten und dem Sänger Bruce Hall. In dieser Besetzung erschien über Metal Blade Records das nächste Album The Omega Conspiracy. Im Frühjahr 2000 schloss sich zusammen mit Riot, Anvil und Domine eine weitere Europatour an. Da es zu Rechtsstreitigkeiten um den Bandnamen mit dem ehemaligen Sänger Cyriis kam, welcher den Namen für sich beanspruchte, spielte die Band ein paar Auftritte unter dem Namen Order of the Illuminati. Letztendlich wurde eine Einigung gefunden, sodass Cyriis sein neues Projekt Stellar Seed nannte. Im Jahr 2001 verließ Schlagzeuger Profus die Band und wurde durch Rigo Amezcua ersetzt. Nachdem die Band einen Vertrag bei Scarlet Records unterzeichnet hatte, folgte im Jahr 2003 das Album Order of the Illuminati. Danach schloss sich eine Europatournee an, unter anderem zusammen mit Exodus, Nuclear Assault und God Dethroned; allerdings wurde die Hälfte der Tour abgesagt. Die Gruppe spielte dabei auch in Hamburg, wo neben den drei genannten Bands auch Grave, Mortician, Occult, Callenish Circle und Prospect auftraten. Im Jahr 2005 spielte die Band in Deutschland zusammen mit After All. Mitte 2006 unterzeichnete sie einen Vertrag bei Mascot Records, die 2007 das Album Alienigma herausbrachten. Daraufhin folgte im September eine Europatournee zusammen mit Vicious Rumors. Im Mai 2010 verließ Sänger Bruce Hall die Band wieder, um sich Steel Prophet zu widmen, woraufhin John Cyriis zur Band zurückkehrte. Im selben Jahr spielte die Band Auftritte in Japan zusammen mit Overkill, Exodus, Nevermore, Outrage und Sanctuary. Im Januar 2011 konnte Sänger Cyriis nicht am 70000 Tons of Metal teilnehmen, sodass James Rivera von Helstar und Rick Mythiasin von Steel Prophet aushalfen. Im Februar 2011 platzte die Wiedervereinigung aufgrund von Streitigkeiten zwischen Cyriis und den Rest der Band, und ein geplanter Auftritt auf dem Rock Hard Festival wurde abgesagt. Ihren Auftritt auf dem 2011er Keep It True absolvierte die Band aus Rechtsgründen unter dem Namen Masters of Metal, wobei Rick Mythiasin erneut als Sänger auftrat.
In der Folge machte die Band ohne Cyriis unter dem Namen Masters of Metal weiter. Gitarrist Bernie Versailles übernahm auch den Gesang. 2013 veröffentlichten Masters of Metal eine selbstbetitelte EP. Am 18. September 2015 folgte das Studioalbum From Worlds Beyond.

## Stil
Die Texte von Agent Steel behandeln meist Themen wie UFOs oder Außerirdische. Besonders charakteristisch war der hohe Gesang von Cyriis, welcher über mehrere Oktaven reicht, sowie das präzise Spiel der Instrumente. Auf ihrem Debütalbum Skeptics Apocalypse spielt die Band klassischen Speed Metal, wobei die Gruppe zu den ältesten des Genres gehört. Auf dem Album klang die Band wie „Maiden on Speed“. Das zweite Album Unstoppable Force hingegen fiel weitaus weniger schnell aus, sodass die Melodik im Vordergrund stand, wobei sich mit Traveller auch eine Ballade unter den Liedern befand. Auf dem Album zeigte sich die Band außerdem anspruchsvoller als auf der vorangegangenen EP Mad Locust Rising. Auf dem Album Omega Conspiracy dominieren, neben melodischen Stücken, vor allem Speed- und Thrash-Metal-Stücke. Größter Unterschied auf dem folgenden Order of the Illuminati war der neue Sänger Bruce Hall, der Cyriis „dazu stimmlich in die Gesäßtasche“ stecke. Hall gestaltet seinen Gesang sehr abwechslungsreich und erinnert in Liedern wie Insurrection an Bruce Dickinson.

## Diskografie
- 1984: 144,000 Gone (Demo)
- 1984: Second Demo (Demo)
- 1985: Skeptics Apocalypse (Album, Combat Records (USA), Roadrunner Records (Europa))
- 1986: US Speed Metal Attack (Split-Video mit Anthrax und Overkill, Metal Hammer)
- 1986: Mad Locust Rising (EP, Combat Records)
- 1987: Unstoppable Force (Album, Combat Records)
- 1998: Agents of Steel (Demo)
- 1999: Omega Conspiracy (Album, Metal Blade Records)
- 1999: Deny the Poison (Demo)
- 2003: Order of the Illuminati (Album, Scarlet Records)
- 2003: Earth Under Lucifer (Single, Scarlet Records)
- 2005: Live at Dynamo Open Air (DVD, Scarlet Records)
- 2007: Alienigma (Album, 2007)
- 2021: No Other Godz Before Me (Album, Dissonance)